# Martin Crugot
Martin Crugot (* 5. Januar 1725 in Bremen; † 5. September 1790 in Carolath) war ein deutscher evangelischer Geistlicher.

## Leben
Martin Crugot entstammt einer Hugenottenfamilie. Sein Großvater war Bürgermeister von Heidelberg, allerdings musste die Familie 1688 flüchten als die Franzosen die Stadt einnahmen und zerstörten. Sein Vater ließ sich als Bildhauer in Bremen nieder, jedoch starben seine Eltern bereits zwei Jahre nach seiner Geburt. Ein kinderloser und vermögender Bürger der Stadt Bremen nahm ihn auf und ermöglichte ihm eine schulische Ausbildung.
Nach dem Besuch der Lateinischen Schule in Bremen studierte er am Alten Gymnasium, das bereits 1584 den akademischen Oberbau im Sinne eines Gymnasium illustre, erhalten hatte, Theologie und hörte Vorlesungen bei Conrad Iken (1689–1753) und Nikolaus Nonnen (1701–1772). Nach dem Studium wurde er 1746 vom bremischen Ministerium als Kandidat der Theologie aufgenommen. Im gleichen Jahr ging er nach Herford zur Fürstäbtissin Johanna Charlotte von Anhalt-Dessau und vertrat dort für vier Monate den Oberhofprediger. Nach seiner Rückkehr nach Bremen erhielt er vom Professor Nonnen das Angebot nach Carolath in Schlesien zugehen und dort Hofprediger beim Fürsten Hans Carl zu Carolath-Beuthen zu werden; die Anstellung erfolgte 1747. Er übte das Amt zunächst in Breslau aus, weil sich der Hof damals dort aufhielt. In Lissa erfolgte seine Ordination durch den Senior der Universität.
Ende 1748 folgte er einem Ruf als zweiter Prediger nach Blomberg in der Grafschaft Lippe, dort heiratete er eine geborene von Bergen aus Dessau, erste Kammerfrau der Fürstäbtissin Johanna Charlotte von Anhalt-Dessau; seine Ehefrau verstarb bereits nach elf Monaten im Kindbett. Dieser Verlust sowie die andere Deutungsart der Religion in der Grafschaft Lippe, veranlassten ihn, 1752 nach Carolath zurückzukehren. Dort blieb er als Hofprediger bis zu seinem Tod, trotz verschiedener Angebote zur Professur, die ihm gemacht wurden, so auch von der Universität Halle, die ihn als Nachfolger von Professor Johann Simonis berufen wollte.
1754 begleitete er den Fürsten als Legationsprediger nach Warschau.

## Schriftstellerisches Wirken
Er verfasste für die Fürstäbtissin Johanna Charlotte von Anhalt-Dessau die Schrift Der Christ in der Einsamkeit, hierbei handelte es sich um ein Erbauungsbuch. Diese Schrift wurde nur in sehr kleiner Auflage gedruckt, weil sie ursprünglich nicht für das Publikum gedacht war. Die Fürstäbtissin zeigte die Schrift dem preußischen Minister Johann Heinrich von Carmer, der Martin Crugot veranlasste, die Schrift einem Verleger zu übergeben. Das Buch wurde nach kurzer Zeit viel besprochen und 1764 gab Karl Friedrich Bahrdt die Gegenschrift Der Christ in der Einsamkeit heraus, in der er den Text von Martin Crugot so veränderte, dass er Jesus’ Rolle als Erlöser und nicht seine Menschlichkeit betonte.

## Schriften (Auswahl)
- Martin Crugot; Nicolaus Nonnen:  Dissertatio Theologica & ad Pium S. Coenae usum Parasceuastica de Leprae Aedium Mysterio: quam sub Praeside Rectore Nicolao Nonnen S. Th. D. & Prof. P. ac in Aede Mariana Ecclesiaste defendet Martinus Crugot Bremensis S. Theol. Cultor. die Jovis X. Decembris MDCCXLIV. Bremæ, 1744.
- Der Krieg in Deutschland Bey Eröfnung des Feldzuges in Jahre 1757. Francofurti Leipzig 1757.
- Der Christ in der Einsamkeit. Breslau 1757. Mehrere Auflagen folgten.
- Predigten von dem Verfasser des Christen in der Einsamkeit. Breslau, 1770.
- Martin Crugot; Jean-Pierre Jeanrenaud: Le Sage dans la solitude ou méditations religieuses sur divers sujets. Neuchâtel: Chez J.P. Jeanrenaud & Comp., 1775.
- Christian Doctrine; Martin Crugot: Das Wesentliche der christlichen Glaubens- und Sittenlehre, aus der Heil. Schrift und aus der Vernunft bewiesen. Für die Jugend. Sagan, 1775.
- Abendgedanken auf alle sieben Tage der Woche. Franckfurth 1776.
- Le chrétion dans la solitude Traduit l' année 1760 et fini en 1767 (par Elisabeth Christine, Königin v. Preussen). Berlin 1776.
- Das Wesentliche in der christlichen Sitten- und Glaubenslehre. Sagan 1776.
- Morgen- und Abendgedanken auf alle Tage in der Woche von dem Verfasser des Christen in der Einsamkeit. Züllichau 1777.
- Martin Crugot; Sellschop, Arend Diederik (Amsterdam); Huart, Pieter (Amsterdam): Alleenspraaken met God in de morgen- en avond-stonden, op elken dag der weeke. Te Amsterdam, by A.d. Sellschop en P. Huart, 1777.
- Martin Crugot; Sergeĭ Savvich Volchkov: Khrīstīanin vo uedinenīi. Moskva: V Universitetskoĭ Tipografīi u N. Novikova, 1781.